# 예산중학교 축구부
예산중학교 축구부는 충청남도 예산군에 위치한 예산중학교의 축구부이다. 예산중학교가 운영하는 축구부로 2008년에 창단  하였다.

## 같이 보기
- 예산중학교